# Serie A (Italia) 1963-64
La Serie A 1963–64 fue la 62.ª edición del campeonato de fútbol de más alto nivel en Italia y la 32.ª bajo el formato de grupo único. Bologna ganó su séptimo scudetto.

## Equipos participantes
| Equipo         | Ciudad    | Estadio              |
| -------------- | --------- | -------------------- |
| Atalanta       | Bérgamo   | Comunale (Bérgamo)   |
| Bari           | Bari      | Della Vittoria       |
| Bologna        | Bolonia   | Comunale (Bolonia)   |
| Catania        | Catania   | Cibali               |
| Fiorentina     | Florencia | Comunale (Florencia) |
| Genoa          | Génova    | Luigi Ferraris       |
| Internazionale | Milán     | San Siro             |
| Juventus       | Turín     | Comunale (Turín)     |
| Lazio          | Roma      | Olímpico de Roma     |
| Mantova        | Mantua    | Danilo Martelli      |
| Messina        | Mesina    | Giovanni Celeste     |
| Milan          | Milán     | San Siro             |
| Modena         | Módena    | Alberto Braglia      |
| Roma           | Roma      | Olímpico de Roma     |
| S.P.A.L.       | Ferrara   | Comunale (Ferrara)   |
| Sampdoria      | Génova    | Luigi Ferraris       |
| Torino         | Turín     | Comunale (Turín)     |
| Vicenza        | Vicenza   | Romeo Menti          |

## Clasificación
| Pos. | Equipo         | Pts. | PJ | G  | E  | P  | GF | GC | Dif. | Clasificación                                |
| ---- | -------------- | ---- | -- | -- | -- | -- | -- | -- | ---- | -------------------------------------------- |
| 1    | Bologna (C)    | 54   | 34 | 22 | 10 | 2  | 54 | 18 | +36  | Clasificado a la Copa de Campeones de Europa |
| 2    | Internazionale | 54   | 34 | 23 | 8  | 3  | 54 | 21 | +33  | Clasificado a la Copa de Campeones de Europa |
| 3    | Milan          | 51   | 34 | 21 | 9  | 4  | 58 | 28 | +30  | Clasificado a la Copa de Ferias              |
| 4    | Fiorentina     | 38   | 34 | 14 | 10 | 10 | 43 | 27 | +16  | Clasificado a la Copa de Ferias              |
| 5    | Juventus       | 38   | 34 | 14 | 10 | 10 | 49 | 37 | +12  | Clasificado a la Copa de Ferias              |
| 6    | Vicenza        | 36   | 34 | 13 | 10 | 11 | 34 | 36 | −2   |                                              |
| 7    | Torino         | 35   | 34 | 9  | 17 | 8  | 32 | 32 | 0    | Clasificado a la Recopa de Europa            |
| 8    | Genoa          | 30   | 34 | 10 | 10 | 14 | 33 | 34 | −1   |                                              |
| 9    | Lazio          | 30   | 34 | 9  | 12 | 13 | 21 | 24 | −3   |                                              |
| 10   | Catania        | 30   | 34 | 9  | 12 | 13 | 32 | 44 | −12  |                                              |
| 11   | Atalanta       | 30   | 34 | 7  | 16 | 11 | 26 | 43 | −17  |                                              |
| 12   | Roma           | 29   | 34 | 9  | 11 | 14 | 43 | 44 | −1   | Clasificado a la Copa de Ferias              |
| 13   | Mantova        | 29   | 34 | 6  | 17 | 11 | 28 | 39 | −11  |                                              |
| 14   | Messina        | 28   | 34 | 9  | 10 | 15 | 25 | 46 | −21  |                                              |
| 15   | Sampdoria      | 27   | 34 | 10 | 7  | 17 | 38 | 50 | −12  | Acceso a Play-off por el descenso            |
| 16   | Modena (D)     | 27   | 34 | 6  | 15 | 13 | 29 | 42 | −13  | Acceso a Play-off por el descenso            |
| 17   | S.P.A.L. (D)   | 24   | 34 | 6  | 12 | 16 | 28 | 39 | −11  | Descenso a Serie B                           |
| 18   | Bari (D)       | 22   | 34 | 6  | 10 | 18 | 20 | 43 | −23  | Descenso a Serie B                           |

 Fuente: BDFutbol
Notas:
1. ↑  El Bologna se proclamó campeón de la Serie A tras derrotar al Internazionale en el partido de desempate
2. ↑  El Inter se clasificó para la Copa de Campeones de Europa como campeón defensor de la competición.
3. ↑  El Torino se clasificó a la Recopa de Europa debido a que se estimó que sería el campeón de esa edición de la Copa Italia, la final terminó con empate a cero goles y fue necesario jugar un desempate que fue disputado en fecha posterior al inicio de las competiciones europeas.
4. ↑  La Roma fue invitada a la Copa de Ferias como compensanción por la elección del Torino para disputar la Recopa de Europa.

## Play-off

### Campeonato
| 7 de junio de 1964 | Bologna                     | 2:0 (0:0) | Internazionale | Olímpico de Roma, Roma        |                               |
|                    | Facchetti 75' · Nielsen 82' |           |                | Árbitro(s): Concetto Lo Bello | Árbitro(s): Concetto Lo Bello |

|           |
| Campeón   |
| Bologna   |
| 7º título |

### Descenso
| 7 de junio de 1964 | Modena | 0:2 (0:0) | Sampdoria               | San Siro, Milán             |                             |
|                    |        |           | Barison 61' · Salvi 72' | Árbitro(s): Marco De Marchi | Árbitro(s): Marco De Marchi |

Modena desciende a la Serie B.

## Resultados
| Local \ Visitante | ATA | BAR | BOL | CAT | FIO | GEN | INT | JUV | LAZ | MAN | MES | MIL | MOD | ROM | SPA | SAM | TOR | VIC |
| ----------------- | --- | --- | --- | --- | --- | --- | --- | --- | --- | --- | --- | --- | --- | --- | --- | --- | --- | --- |
| Atalanta          | —   | 1–0 | 1–1 | 3–0 | 1–7 | 1–3 | 1–3 | 3–0 | 1–1 | 0–0 | 3–0 | 0–0 | 1–1 | 1–0 | 0–0 | 0–0 | 1–1 | 2–1 |
| Bari              | 4–0 | —   | 0–1 | 0–0 | 2–0 | 0–2 | 1–1 | 1–1 | 0–2 | 0–0 | 0–1 | 0–2 | 0–0 | 1–3 | 1–0 | 2–1 | 0–3 | 1–0 |
| Bologna           | 2–0 | 3–1 | —   | 1–0 | 2–0 | 1–1 | 1–2 | 2–1 | 1–0 | 2–1 | 2–0 | 2–2 | 0–0 | 4–0 | 2–1 | 1–0 | 4–1 | 3–0 |
| Catania           | 0–0 | 1–0 | 1–3 | —   | 2–0 | 5–3 | 1–2 | 2–0 | 1–0 | 0–0 | 2–0 | 0–1 | 1–0 | 0–0 | 0–0 | 1–5 | 1–0 | 0–1 |
| Fiorentina        | 4–0 | 1–0 | 0–0 | 1–1 | —   | 2–0 | 1–3 | 2–1 | 1–0 | 0–1 | 0–1 | 2–1 | 0–0 | 0–0 | 1–0 | 3–0 | 1–1 | 0–2 |
| Genoa             | 0–0 | 0–0 | 0–2 | 0–2 | 2–1 | —   | 0–2 | 3–1 | 4–1 | 1–0 | 3–0 | 1–1 | 2–2 | 3–0 | 1–0 | 0–1 | 0–0 | 0–0 |
| Internazionale    | 2–1 | 3–0 | 0–0 | 4–1 | 1–1 | 1–0 | —   | 1–0 | 1–0 | 2–0 | 4–0 | 0–2 | 2–1 | 1–0 | 0–0 | 1–0 | 3–1 | 0–0 |
| Juventus          | 0–0 | 4–0 | 0–0 | 4–2 | 1–1 | 0–0 | 4–1 | —   | 0–3 | 2–2 | 2–1 | 1–2 | 0–0 | 3–1 | 3–1 | 1–0 | 3–1 | 4–1 |
| Lazio             | 0–1 | 1–0 | 1–2 | 0–0 | 1–1 | 1–0 | 0–0 | 0–2 | —   | 2–0 | 0–0 | 1–1 | 1–0 | 1–1 | 0–0 | 0–0 | 0–0 | 0–1 |
| Mantova           | 1–1 | 0–0 | 0–0 | 1–0 | 0–3 | 2–2 | 0–0 | 1–1 | 0–0 | —   | 2–2 | 1–4 | 3–0 | 1–0 | 2–0 | 2–0 | 0–0 | 0–0 |
| Messina           | 1–1 | 1–1 | 0–2 | 0–0 | 0–3 | 0–1 | 1–0 | 1–0 | 0–2 | 1–0 | —   | 1–2 | 2–0 | 2–1 | 0–0 | 4–3 | 1–1 | 2–0 |
| Milan             | 2–0 | 2–0 | 1–2 | 3–1 | 2–1 | 3–1 | 1–1 | 2–2 | 0–1 | 1–0 | 3–0 | —   | 3–0 | 2–1 | 1–1 | 0–1 | 1–1 | 2–1 |
| Modena            | 1–0 | 1–1 | 1–4 | 0–0 | 0–1 | 2–1 | 0–1 | 1–0 | 2–1 | 1–1 | 0–1 | 0–0 | —   | 3–3 | 4–3 | 3–0 | 0–0 | 2–3 |
| Roma              | 1–1 | 0–0 | 0–1 | 4–4 | 1–1 | 1–0 | 0–1 | 1–2 | 0–0 | 2–1 | 2–0 | 2–3 | 2–0 | —   | 2–0 | 6–1 | 3–0 | 1–1 |
| S.P.A.L.          | 0–0 | 3–1 | 0–0 | 3–1 | 0–0 | 0–0 | 0–1 | 1–3 | 0–1 | 5–2 | 1–1 | 2–4 | 0–0 | 2–0 | —   | 3–1 | 0–1 | 1–0 |
| Sampdoria         | 1–1 | 2–0 | 2–0 | 4–1 | 0–1 | 0–1 | 1–5 | 0–2 | 1–0 | 1–1 | 3–1 | 1–2 | 1–1 | 0–2 | 3–1 | —   | 0–0 | 1–1 |
| Torino            | 3–0 | 1–2 | 0–0 | 0–0 | 0–3 | 2–1 | 0–2 | 0–0 | 2–0 | 5–2 | 1–0 | 0–0 | 0–0 | 2–2 | 2–0 | 2–1 | —   | 0–0 |
| Vicenza           | 3–0 | 2–1 | 1–3 | 1–1 | 1–0 | 1–0 | 1–0 | 0–1 | 1–0 | 1–1 | 1–1 | 0–1 | 4–3 | 2–1 | 1–0 | 1–3 | 1–1 | —   |